# Telopea mongaensis
Telopea mongaensis ("monga waratah") es una especie de arbusto o árbol pequeño perteneciente a la familia Proteaceae. Es originaria de Australia.

## Descripción
Las flores rojas se forman en primavera. Abiertas, delgadas y tiesas. Las flores no son tan espectaculares, pero son similares a las plantas conocidas como waratahs. Las hojas son largas y delgadas.

## Distribución y hábitat
Crece a elevada altitud en el sureste de Nueva Gales del Sur, Australia. Se le ve con frecuencia en áreas en el límite del bosque lluvioso o cerca de arroyos en bosques de eucaliptos. 
Con frecuencia se encuentra asociada con Eucalyptus fastigata, Eucryphia moorei y el Árbol helecho suave. Existen excelentes ejemplares en el  Parque Nacional Monga en su límite sur. 